# كيرياكوس ديموستينوس
كيرياكوس ديموستينوس (مواليد 4 مارس 1980) هو سبّاح قبرصي، مثّل بلاده في الألعاب الأولمبية الصيفية 2004.

## روابط خارجية
كيرياكوس ديموستينوس على موقع الاتحاد الدولي للسباحة (الإنجليزية)
- كيرياكوس ديموستينوس على موقع أوليمبيديا (الإنجليزية)